# Konserwatywna Partia Ludowa
Konserwatywna Partia Ludowa (duń. Det Konservative Folkeparti, KF) – duńska partia polityczna o profilu konserwatywnym i centroprawicowym, działająca od 1915. Ugrupowanie należy do Europejskiej Partii Ludowej. Na listach wyborczych (partibogstav) oznaczana literą C.

## Historia
Partia powstała na bazie przekształconego stronnictwa prawicy Højre, do której przyłączyły się grupy Frikonservative i część umiarkowanych działaczy z Venstre. Ugrupowanie uczestniczyło w szeregu koalicji rządowych. Jedynym premierem z jego ramienia był Poul Schlüter, urzędujący w latach 1982–1993. W 2001 lider konserwatystów Bendt Bendtsen wprowadził tę partię do koalicji z Venstre. Porozumienie odnawiano po wyborach z 2005 i 2007. Było kontynuowane także przez kolejnych przewodniczących partii, Lene Espersen i Larsa Barfoeda, aż do wyborczej porażki w 2011.
W wyborach do Folketingetu po 1945 konserwatyści uzyskiwali poparcie początkowo na poziomie kilkunastu procent. W 1975 otrzymali jednak zaledwie 5,5% głosów. W latach 80. stali się drugą siłą w duńskim parlamencie. Od wyborów z 1998 notowali poparcie na poziomie 9–10% głosów. W wyborach w 2011 konserwatyści uzyskali jednak 4,9% głosów i 8 mandatów. Kolejne straty odnotowali w 2015, gdy z wynikiem 3,4% ich poselska reprezentacja zmniejszyła się do 6 osób (najmniej w powojennej historii Danii). W 2016 przedstawiciele konserwatystów ponownie zasiedli w duńskim rządzie, w 2019 ugrupowanie znalazło się w opozycji wobec nowego gabinetu socjaldemokratów.

## Liderzy po 1945
- 1945–1947: John Christmas Møller
- 1947–1955: Ole Bjørn Kraft
- 1955–1958: Aksel Møller
- 1958–1969: Poul Sørensen
- 1969–1971: Poul Møller
- 1971–1974: Erik Ninn-Hansen
- 1974–1993: Poul Schlüter
- 1993–1993: Henning Dyremose
- 1993–1997: Hans Engell
- 1997–1998: Per Stig Møller
- 1998–1999: Pia Christmas-Møller
- 1999–2008: Bendt Bendtsen
- 2008–2011: Lene Espersen
- 2011–2014: Lars Barfoed[3][6]
- 2014–2024: Søren Pape Poulsen[6][7]
- od 2024: Mona Juul[8]